# Mektoub, My Love: Canto Uno
Mektoub, My Love: Canto Uno (ursprünglicher Arbeitstitel: Mektoub is Mektoub) ist ein Spielfilm von Abdellatif Kechiche aus dem Jahr 2017. Die französisch-italienisch-tunesische Koproduktion basiert auf einem Drehbuch von Regisseur Kechiche und Ko-Drehbuchautorin Ghalya Lacroix, das wiederum von einem Roman von François Bégaudeau (La blessure la vraie) inspiriert wurde. Erzählt wird eine Coming-of-Age-Geschichte um einen jungen Drehbuchautor tunesischer Abstammung, der Mitte der 1990er-Jahre nach Südfrankreich reist, wo er in eine schicksalhafte Liebesromanze gerät.
Der Film wurde am 7. September 2017 im Wettbewerb der 74. Internationalen Filmfestspiele von Venedig uraufgeführt.

## Handlung
Frankreich, im Jahr 1994: Amin lebt als aufstrebender Drehbuchautor in Paris. Über den Sommer beschließt er nach Hause, in ein Fischerdorf in Südfrankreich, zurückzukehren. Dort betreiben seine Eltern ein tunesisches Restaurant. Amin beginnt sich seiner Familie und seinen Jugendfreunden wieder anzunähern. Gemeinsam mit seinem Cousin Tony und seiner besten Freundin Ophélie genießt er den Sommer und verbringt die Zeit zwischen dem elterlichen Restaurant, den lokalen Bars und dem Strand, an dem sich attraktive Urlauberinnen tummeln. Während Tony erfolgreich mit den Frauen anbändelt, ist Amin schüchtern. Vom hellen Sommerlicht der Mittelmeerküste fasziniert, unternimmt er lieber Streifzüge mit seiner Fotokamera. Amin begibt sich auf eine philosophische Sinnsuche und sammelt Inspiration für zukünftige Drehbücher, bis er unversehens doch in eine schicksalhafte Liebesromanze gerät. Amin trifft auf Jasmine, in die er sich verliebt. Gleichzeitig macht er die Bekanntschaft mit einem Filmproduzenten, der sich bereiterklärt, sein Regiedebüt zu finanzieren. Als auch die Ehefrau des Produzenten Interesse an Amin zeigt, muss er sich zwischen den beiden Frauen und seiner Karriere entscheiden.

## Auszeichnungen
Mektoub, My Love: Canto Uno konkurrierte im Wettbewerb der Filmfestspiele von Venedig um den Goldenen Löwen, den Hauptpreis des Festivals, blieb von der Wettbewerbsjury aber unprämiert. Der Film gewann in Venedig den Mouse d’Oro Award und den La Pellicola d’Oro Award für das beste Szenenbild eines internationalen Films (Riccardo Marchegiani).
Der Film war für den César nominiert in der Kategorie Beste Nachwuchsdarstellerin (Ophélie Bau). Er war 2019 für den Preis des Club Média Ciné im Bereich Bester französischer Film nominiert. Der Film gewann den ICS Preis der International Cinephile Society.